# Historia de la Municipalidad de Talcahuano
La Ilustre Municipalidad de Talcahuano fue creada a mediados del siglo XIX, debido a la creación del Departamento de Talcahuano, por el presidente Manuel Bulnes Prieto. Esta comuna en el trascurso de su historia ha sido administrada de distintas maneras, de acuerdo a las necesidades locales y a los nuevos marcos de la división política-administrativa chilena.
Talcahuano había sido declarado “Puerto de Registro Surgidero y Amarradero de Naves", en 5 de noviembre de 1764 por disposición del Gobernador Antonio de Guill y Gonzaga. Luego, con el traslado de Concepción al valle de La Mocha, hubo una estrecha vinculación entre Talcahuano y Concepción. 
Luego de la Independencia de Chile, se produjo una paulatina desconcentración de la administración, lo que produjo que a mediados del siglo XIX, Talcahuano dejase de depender de la Intendencia de Provincia de Concepción. 

## Inicios de la Administración

### SigloXVIII
En la Colonia pertenecía a la provincia o Corregimiento de La Concepción.
Luego se crea la Intendencia de Concepción, y Talcahuano depende del Partido de La Concepción. En esa época se designan los primeros gobernadores de puerto, los que perduran hasta el presente.
Con la creación del Departamento de Talcahuano, nace la Ilustre Municipalidad de Talcahuano, que administra la capital del departamento.
Durante una primera etapa, la Municipalidad era dirigida por tres alcaldes y regidores.

### SigloXIX
En el siglo XIX, la estructura político-administrativa colonial perdura con modificaciones, se crean algunos partidos nuevos. En 1810, se forma la Primera Junta Nacional. Luego, en 1811, el Primer Congreso Nacional, crea la Intendencia de Coquimbo. Con la Constitución de 1822, se derogan las Intendencias, los partidos se transforman en departamentos (regidos por un delegado directorial), y se conservan los distritos y cabildos. Con la Constitución de 1823, los cabildos se transforman en Municipalidades.
En 1826, con las Leyes Federales se crean 8 provincias, entre ellas la Provincia de Concepción, y el Departamento de Concepción, dentro del cual se encuentra Talcahuano.
Con la Constitución de 1833, se instaura una nueva división político administrativa (provincias, departamentos, subdelegaciones y distritos). Las Municipalidades se establecen en las cabeceras departamentales y en algunas subdelegaciones donde lo establezca el presidente de la República.
En 1850, el presidente Manuel Bulnes Prieto crea el Departamento de Talcahuano. El primer gobernador departamental fue don Diego Larenas y Álvarez-Rubio, quien fuera cadete en las guerras de Independencia. A su vez, se crea la Ilustre Municipalidad que estaba dirigida por 3 alcaldes y un grupo de regidores. El departamento de Talcahuano estaba compuesto por 4 subdelegaciones (1.ª, Tumbes; 2.ª, Centro del Puerto; 3.ª, Portón y 4.ª, Vegas de Talcahuano). En 1876, estas autoridades comenzaron a ser elegidas. El resultado por orden de mayoría es: Pedro Martínez, Emilio Serrano, Daniel Morán, David Andreus, Tomás Hopper, Juan Rodríguez, Gabriel Toro, David Fuentes, Francisco Fierro, Justo Fernández.
En 1891, se promulga la Ley de Comuna Autónoma, que regula la formación, composición, funciones y atribuciones de la Municipalidades. Sobre la base de esta ley, se dicta el Decreto de Creación de Municipalidades, que crea municipalidades en otras subdelegaciones (o grupos de ellas) dentro de los departamentos. Sin embargo en el Departamento de Talcahuano, la Ilustre Municipalidad de Talcahuano sigue a cargo de la administración local del departamento. Para el caso de Talcahuano, no se crearon nuevas municipalidades a raíz de esta ley, por lo que la Municipalidad de Talcahuano, estaba compuesta por las cuatro subdelegaciones del Departamento. 
Desde un inicio y hasta 1927, los siguientes son los alcaldes de la Ilustre Municipalidad de Talcahuano.
| Alcaldes de la ciudad de Talcahuano | Alcaldes de la ciudad de Talcahuano | Alcaldes de la ciudad de Talcahuano        | Alcaldes de la ciudad de Talcahuano |
| Primer Alcalde                      | Segundo Alcalde                     | Tercer Alcalde                             | Período                             |
| ----------------------------------- | ----------------------------------- | ------------------------------------------ | ----------------------------------- |
| Juan de Dios Corazao                | Tomás Enríquez                      | Diego Larenas y Álvarez-Rubio              | 1856                                |
| Juan de Dios Corazao                | Santiago Lindsay                    | José López                                 | 1863                                |
| Horacio Serrano                     | Alejandro Garrido                   | Luis Mathieu                               | 1865                                |
| Pedro Martínez Viso                 | Luis Mathieu                        | Juan de Dios Corazao(†1872)                | 1870-1873                           |
| -                                   | -                                   | Reemplazado por Regidor José Antonio Sossa | Hasta 30 de octubre de 1872         |
| -                                   | -                                   | Reemplazado por Rafael Tirapegui           | Desde 1 de noviembre de 1872        |
| Pedro Martínez                      | Emilio Serrano                      | Daniel Morán                               | 1876-1879                           |
| Luis Mathieu                        | Pedro Gajardo                       | Gabriel Toro                               | 1885-1888                           |
| Eduardo Cornou                      | Gabriel Toro                        | David Fuentes                              | 1888-1891                           |
| Alberto Trumbull                    | José Coste - Canto                  | Eugenio Hurel                              | 1891-1894                           |
| Rosamel del Solar                   | Samuel Bambach                      | Honorindo Arrendondo                       | 1900-1903                           |
| Juan de Díos Hormazábal             | Marcos Gessel                       | Daniel O. Peine                            | 1903-1906                           |
| Jorge Garretón                      | Efraín Roa                          | Carlos Herrera                             | 1906-1909                           |
| Antonio de la Fuente                | Ricardo Yáñez                       | Pedro Oñate                                | 1919-1921                           |
| Gregorio Ponce                      | Luis Riquelme                       | Eduardo Schuyler                           | 1921-1924                           |
| -                                   | -                                   | Asume Antonio Césped                       | 1922                                |
| -                                   | -                                   | Asume Eduardo Schuyler                     | 1923                                |
| Antonio de la Fuente                | Carlos Sossa                        | Arturo Becerra                             | 1924-1927                           |

### Desde 1927 a 1973
La Constitución de 1925 estableció una nueva división político-administrativa en Chile, con una separación entre división política (provincia, departamento, subdelegación y distrito) y división administrativa (provincia y comuna). El territorio de la comuna equivalía exactamente al de la subdelegación respectiva, y las comunas eran administradas por Municipalidades.
El 30 de diciembre de 1927, a través de los DFL 8582 y 8583, se racionalizó el número de municipalidades y se reorganizaron las provincias, departamentos, subdelegaciones, comunas y distritos. Estos decretos también modificaron la estructura municipal, estableciendo que las municipalidades serían dirigidas por un alcalde y un grupo de regidores proporcionales a la población.
Como parte de esta reorganización, en febrero de 1928, el DFL 8582 suprimió el Departamento de Talcahuano, incorporando su territorio al Departamento de Concepción. Al mismo tiempo, el DFL 8583 creó la comuna-subdelegación de Talcahuano, que comprendía lo que actualmente corresponde a las comunas de Talcahuano, Hualpén y el sector nororiental de la comuna de Concepción.
Tiempo después, el Departamento de Talcahuano fue restituido, compuesto nuevamente por la Comuna y Subdelegación de Talcahuano, volviendo a su estatus anterior dentro de la reorganización administrativa del país.
Desde 1927 hasta 1973 los alcaldes elegidos son:
| Alcalde                   | Período     |
| ------------------------- | ----------- |
| Jorge Becker              | 1927 - 1930 |
| Pedro Monsalves           | 1935 - 1938 |
| Fortunato Benítez Meza    | 1938 - 1941 |
| José M. Chandía Riquelme  | 1941-1944   |
| Patricio González Sánchez | 1947-1950   |
| José M. Chandía Riquelme  | 1950-1954   |
| Luis Macera Dellarossa    | 1954-1957   |
| Luis Macera Dellarossa    | 1957-1960   |
| Leocán Portus Govinden    | 1963-1967   |
| Leocán Portus Govinden    | 1967-1971   |
| Ramón Carrasco Saavedra   | 1971-1973   |

En la década de 1970, se modifica la división político-administrativa de Chile, suprimiéndose los departamentos y distritos y creándose las regiones. A pesar de que las provincias y comunas se mantuvieron, el Departamento de Talcahuano dejó de existir y se modificaron los límites comunales.
Entre 1973 y 1992 los alcaldes son designados por el Gobierno Militar de Chile. Tras 1975, la creación de las regiones y la eliminación de los departamentos y distritos establecieron la estructura que se conserva hasta la actualidad. Aunque el Gobierno de Patricio Aylwin asumió en 1990, los alcaldes continuaron siendo designados hasta la promulgación de la nueva Ley de Municipalidades.
| Alcalde                     | Período   |
| --------------------------- | --------- |
| Leocán Portus Govinden      | 1973-1974 |
| Carlos Matamala Raabe       | 1974 -    |
| Fernando Carrasco Herrera   | 1974-1981 |
| Eugenio Cantuarias Larrondo | 1981-1988 |
| Marco Lama Alid             | 1988-1990 |
| Marcelo Muñoz Muñoz         | 1990-1991 |
| Leocán Portus Govinden      | 1991-1992 |

En 2004, se crea la Municipalidad de Hualpén, que administra el sector surponiente de Talcahuano, descentralizando la administración local. En diciembre de ese año se celebraron elecciones municipales, pero debido a irregularidades denunciadas, el Tribunal Calificador de Elecciones ordenó repetir la votación. Finalmente, Leocán Portus Govinden fue elegido alcalde para un nuevo período.
La Ilustre Municipalidad de Talcahuano fue dirigida por Leocán Portus Govinden hasta el 23 de octubre de 2006, cuando presentó su renuncia por motivos de salud. Durante su ausencia, fue subrogado por el director de Desarrollo Comunal, Fernando Varela Carter. El 30 de octubre de 2006, el concejal Abel Contreras Bustos fue elegido como alcalde suplente en una sesión extraordinaria del Concejo Municipal. Tras el fallecimiento de Leocán Portus Govinden, Abel Contreras Bustos fue designado Alcalde Titular el 7 de diciembre de 2006, hasta las siguientes elecciones municipales. Para reemplazar a Contreras como concejal, asumió su compañero de lista en las elecciones de 2004, Lientur Grandón Inda.
Los alcaldes electos de Talcahuano son:
| Alcalde                | Período   |
| ---------------------- | --------- |
| Leocán Portus Govinden | 1992-1996 |
| Leocán Portus Govinden | 1996-2000 |
| Leocán Portus Govinden | 2000-2004 |
| Leocán Portus Govinden | 2004-2006 |
| Abel Contreras Bustos  | 2006-2008 |
| Gastón Saavedra        | 2008-2012 |
| Gastón Saavedra        | 2012-2016 |
| Henry Campos Coa       | 2016-2020 |
| Henry Campos Coa       | 2021-2024 |

## Literatura complementaria
- I. Municipalidad de Talcahuano, 2006. "Historia de Talcahuano", 4 pp. Talcahuano. Disponible en Archivado el 30 de septiembre de 2007 en Wayback Machine.